# Wydział Architektury i Wzornictwa Politechniki Koszalińskiej
Wydział Architektury i Wzornictwa Politechniki Koszalińskiej – jeden z sześciu wydziałów Politechniki Koszalińskiej.

## Historia
Wydział powstał wskutek zarządzenia Rektora PK z 13 września 2019 roku, w wyniku przekształcenia istniejącego od 1996 roku Instytutu Wzornictwa.

## Kierunki kształcenia
Dostępne kierunki:
- Architektura wnętrz (studia I i II stopnia)
- Wzornictwo (studia I i II stopnia)

## Władze Wydziału
W kadencji 2024–2028:
| Stanowisko                 | Imię i nazwisko                  |
| -------------------------- | -------------------------------- |
| Dziekan                    | dr Alina Ostach-Robakowska       |
| Prodziekan ds. Kształcenia | dr hab. Anna Szklińska, prof. PK |
| Prodziekan ds. Studentów   | dr Monika Madej                  |

## Struktura organizacyjna
| Katedra                     | Kierownik                                  |
| --------------------------- | ------------------------------------------ |
| Katedra Architektury Wnętrz | dr Paulina Kminikowska                     |
| Katedra Wzornictwa          | dr hab. Przemysław Jan Majchrzak, prof. PK |
| Katedra Grafiki Projektowej | dr Alina Ostach-Robakowska                 |
| Katedra Sztuk Plastycznych  | dr Piotr Stramski                          |